# Velika Pišnica
Velika Pišnica je gorski potok, ki nastane z združitvijo potokov Suha Pišnica in Velika Suha Pišnica v alpski dolini Krnica, pod ostenji gora Razor, Prisojnik in Škrlatica. Ob njej vodi makadamska gozdna pot, ki je namenjena oskrbovanju planinske koče v Krnici. Izhodišče poti je pri hotelu Erika, čas hoje do koče pa je približno 1h. Velika Pišnica ima dva večja hudourniška pritoka iz ostenja gore Špik: Rušev in Lipni graben. Srednji in spodnji tok Velike Pišnice poteka po dolini Pišnica. 
Pri umetnem jezeru Jasna pri Krajnski Gori se združi s potokom Mala Pišnica, od koder tečeta pod skupnim imenom Pišnica, ki se po dobrem kilometru toka kot desni pritok izliva v Savo Dolinko.